# Slayyyter
Catherine Slater, connue professionnellement sous le nom de Slayyyter, née le 17 septembre 1996, est une chanteuse et compositrice pop américaine, originaire de Saint-Louis, dans le Missouri. Elle est actuellement basée à Los Angeles.
Elle a commencé sa carrière de manière indépendante grâce à SoundCloud. Son single Mine atteint la 38ème place du classement pop iTunes. La chanson a été incluse sur sa première mixtape éponyme qui est sortie en 2019. Son premier album studio, Troubled Paradise, est sorti en juin 2021 sous Fader. Parmi ses titres les plus connus  figure un remix samplé de Gimme More de Britney Spears, sorti en 2020.

## Jeunesse et carrière

### Jeunesse
Slayyyter est originaire de Kirkwood, une banlieue de Saint-Louis, dans le Missouri, où elle a « en quelque sorte vécu toute sa vie ». Elle explique que c'est peut-être le fait de ne pas grandir dans une grande ville qui a fait naître son intérêt pour la Pop Culture et que c'est peut-être cela qui l'a également destinée à devenir chanteuse. 
Elle et sa sœur sont allées dans des écoles primaires privées, puis a poursuivi ses études à l’école publique, où on lui a « offert de grands cours de musique pour la première fois ». Pendant ses années lycée, elle fréquente régulièrement les musées d'arts de sa ville.

### 2017–2018: Premières approches de la musique et premières sorties de singles
Slayyyter a passé un an à l’Université du Missouri. Cette période de sa vie était pour elle une « expérience coûteuse » mais qui lui a permis de commencer sa carrière en tant que musicienne, écrivant de la « pop lo-fi des années 80 » qu’elle produit et édite elle-même sans jamais la publier. Elle abandonne par la suite ce genre musical et produit une musique inspirée de la pop Y2K. Elle collabore ensuite avec Ayesha Erotica, artiste originaire de Los Angeles. Les artistes se sont rencontrés via Twitter, où Slayyyter a d’abord développé un public au sein du Stan Twitter,. C'est également à cette période qu'elle se façonne un esthétique qui reprend les codes des pop stars des années 2000 : couleurs acidulées, scandale, hyper-féminité et sourcils fins.
Outre le premier single de Slayyyter « BFF », les singles « Ghost », « Candy », « Alone », « Hello Kitty » (produit par Boy Sim mais écrit par Ayesha) et « All I Want for XXXmas » sont également nés de la collaboration entre les deux artistes. Les singles de Slayyyter en 2018 comprenaient « I’m High » (produit par GhostHaus) et « Platform Shoes » (produit par Boy Sim).

### 2019-2020: Singles, The Mini Tour et Slayyyter
Après qu’un extrait de 14 secondes de la chanson ait attiré l’attention sur Twitter avec plus de 200 000 vues, « Mine » est sorti le jour de la Saint-Valentin  et en moins de 24 heures a atteint le numéro 38 sur le classement pop iTunes aux États-Unis.
En juin 2019, Slayyyter a entamé sa première tournée à guichets complets, intitulée « The Mini Tour ». La tournée a commencé le 24 juin à New York et s’est terminée le 27 juillet dans sa ville natale de Saint-Louis.
Le 17 septembre 2019, Slayyyter sort sa mixtape éponyme « Slayyyter », sur iTunes. La mixtape a culminé à #4 sur le US iTunes Pop Chart, et #14 sur le US iTunes Albums Chart. Elle sortit un remix de Gimme More de Britney Spears sur son SoundCloud en avril 2020. En octobre et novembre 2020, elle sort respectivement les singles Self Destruct et Throatzillaaa,.

### 2021–2022: Troubled Paradise et singles
Son premier album studio, « Troubled Paradise », sort le 11 juin 2021 sur le label Fader. La chanson-titre et son clip vidéo étaient déjà sortis le 22 janvier. Le 26 janvier, Heidi Montag confirme via Twitter qu’elle collabore avec Slayyyter. Le 26 février, elle sort la chanson « Clouds »,.
Le 9 avril, elle sort un autre single intitulé Cowboys. « Over This!», qui suit le 7 mai.
Le 28 janvier 2022, elle sort un EP, « Inferno Euphoria », composé de remix de chansons de son premier album. Entre autres, Troubled Paradise, Clouds et Letters. Elle collabore avec Le Matos, Owen Jackson, Alex Chapman, Kyle Shearer et Not a Friend pour cet EP.
La même année, elle collabore avec le duo Peking Duk pour sortir le 2 février la chanson Honest. Le clip vidéo sort le 24 février.
Le groupe russe Pussy Riot collabore avec elle et ils sortent ensemble la chanson HATEFUCK le 13 avril 2022.

### 2023: STARFUCKER et tour
À la fin du mois de mai 2023, ses comptes Twitter, Instagram et TikTok sont modifiés. Elle supprime notamment toutes ses anciennes publications sur Instagram. Elle poste plusieurs teasers avant d'annoncer le 6 juin le nom de son nouveau single : Out Of Time. Il sort le 9 juin. 
Le 12 juillet 2023, elle sort le single "Miss Belladonna" et annonce dans un même temps la sortie de son nouvel album, intitulé "STARFUCKER". Inspiré par la célébrité et le culte de Hollywood, l'album sort le 22 septembre 2023. 
Elle annonce une tournée étatsunienne le 17 août 2023, Club Valentine. L'artiste sera accompagnée de plusieurs invités comme Bayli, Miss Madeline et Lolo Zouaï (en tant que special guest). Puis le 11 octobre 2023, elle annonce que le Club Valentine Tour se produira également au Royaume-Uni. La tournée commence le 25 octobre à Boston et s'achève le 17 février à Londres. 

## Discographie

### Mixtapes
- 2019 : Slayyyter (Slayyyter Records)

1. BFF (feat. Ayesha Erotica) - 3:35
2. Mine - 2:39
3. Alone - 2:42
4. Candy - 2:36
5. Cha Ching - 2:39
6. Devil - 2:57
7. Ur Man - 2:24
8. Daddy AF - 2:31
9. Motorcycle - 2:46
10. Celebrity - 3:21
11. Tattoo - 3:30
12. E-Boy (feat. That Kid) - 2:39
13. Touch My Body - 3:28
14. Ghosttt - 3:29

### EPs
- 2022 : Inferno Euphoria (FADER Label)

1. Troubled Paradise/Inferno Euphoria (Not A Friend Remix) - 4:13
2. Clouds (Owen Jackson Remix) - 3:41
3. Troubled Paradise (Le Matos Remix) - 5:40
4. Clouds (Alex Chapman Remix) - 3:01
5. Letters (Kyle Shearer Remix) - 2:13

### Albums studio
- 2021 : Troubled Paradise (FADER Label)

1. Self Destruct (feat. Wuki) - 2:15
2. Venom - 2:24
3. Throatzilla - 3:04
4. Dog House - 2:22
5. Butterflies... - 1:48
6. Troubled Paradise - 4:01
7. Clouds - 3:10
8. Cowboys - 3:38
9. Serial Killer - 3:57
10. Over This! - 2:26
11. Villain - 3:33
12. Letters - 3:15

- 2023 : STARFUCKER (FADER Label)

1. Starfucker - 3:25 ✱
2. Makeup (feat. Lolo Zouaï) - 3:11 ✱
3. James Dean - 2:29 ✱
4. I Love Hollywood! - 3:04
5. Miss Belladonna - 3:04
6. Dramatic - 3:11
7. My Body - 3:41
8. Memories Of You - 2:52
9. Rhinestone Heart - 2:29
10. Erotic Electronic - 2:23
11. Purrr - 2:11
12. Plastic - 2:41
13. Girl Like Me - 2:46
14. Tear Me Open - 3:38
15. Out Of Time - 3:10

✱Titres ajoutés dans la version Deluxe de l'album, sortie le 1er décembre 2023.

### Singles

#### 2018
- BFF (Avec Ayesha Erotica)
- Ghost
- I'm High
- Platform Shoes
- Candy
- Hello Kitty
- Alone
- All I Want for Xxxmas (Avec Ayesha Erotica)

#### 2019
- Mine
- Daddy AF
- Everytime (Reprise)
- Crush on U (Avec Donatachi)
- Cha Ching
- Final Girl (Graveyardguy)

#### 2020
- Self Destruct (Avec Wuki)
- Gimme More (Remix)
- Throatzillaaa

#### 2021
- Troubled Paradise
- Clouds
- Cowboys
- Over This!
- Dog House
- Stupid Boy (Avec Big Freedia)

#### 2022
- Honest (Avec Petking Duk)
- HATEFUCK (Avec Pussy Riot)

#### 2023
- Out Of Time
- Miss Belladonna
- Erotic Electronic
- Monster (Spotify Singles) (Reprise)
- Makeup (Avec Lolo Zouaï)

#### 2024
- Never Like Me (Devault feat. Tommy Genesis, Slayyyter)
- Behind The Wheel (Devault feat. Slayyyter) (Reprise)

- No Comma

2025
- BEAT UP CHANEL$

## Style de musique
Son style musical a été comparé à Britney Spears, Lindsay Lohan et Paris Hilton, et sonne un peu « comme Charli XCX ». Slayyyter cite Britney Spears, Madonna, Fergie, Timbaland, Nelly Furtado, Lady Gaga, Taylor Swift, Justin Timberlake, Heidi Montag, Janet Jackson et Whitney Houston parmi les artistes qu’elle a le plus écoutés en grandissant et qui ont finalement influencé son style musical,,. Le style visuel de Slayyyter a été défini comme « l’ère distincte de MySpace ». Elle collabore fréquemment avec l’artiste britannique Glitchmood pour des œuvres individuelles.

## Vie personnelle
Slayyyter a déclaré publiquement qu’elle était bisexuelle.

## Controverse
En 2019, il a été révélé que Slayyyter avait fait une série de tweets en 2012 et 2013 contenant des insultes raciales. Elle s’est ensuite excusée pour les tweets, déclarant: « J’ai tellement grandi et changé au cours des huit dernières années et la personne que je suis aujourd’hui n’est pas celle que j’étais à l’âge de 15 ans. Huit ans, c’est beaucoup de temps pour réfléchir, grandir, mûrir et s’améliorer en tant qu’être humain. Et je sais qu’être jeune ou inculte sur la question n’excuse rien de tout cela, mais sachez que les gens changent. », En conséquence, Slayyyter a engagé des fonds provenant de ses ventes de CD et de vinyles au Sylvia Rivera Law Project et au Black Trans Travel Fund, deux organismes de bienfaisance au profit des jeunes trans noirs.